# Gedächtnishalle (Weimar)

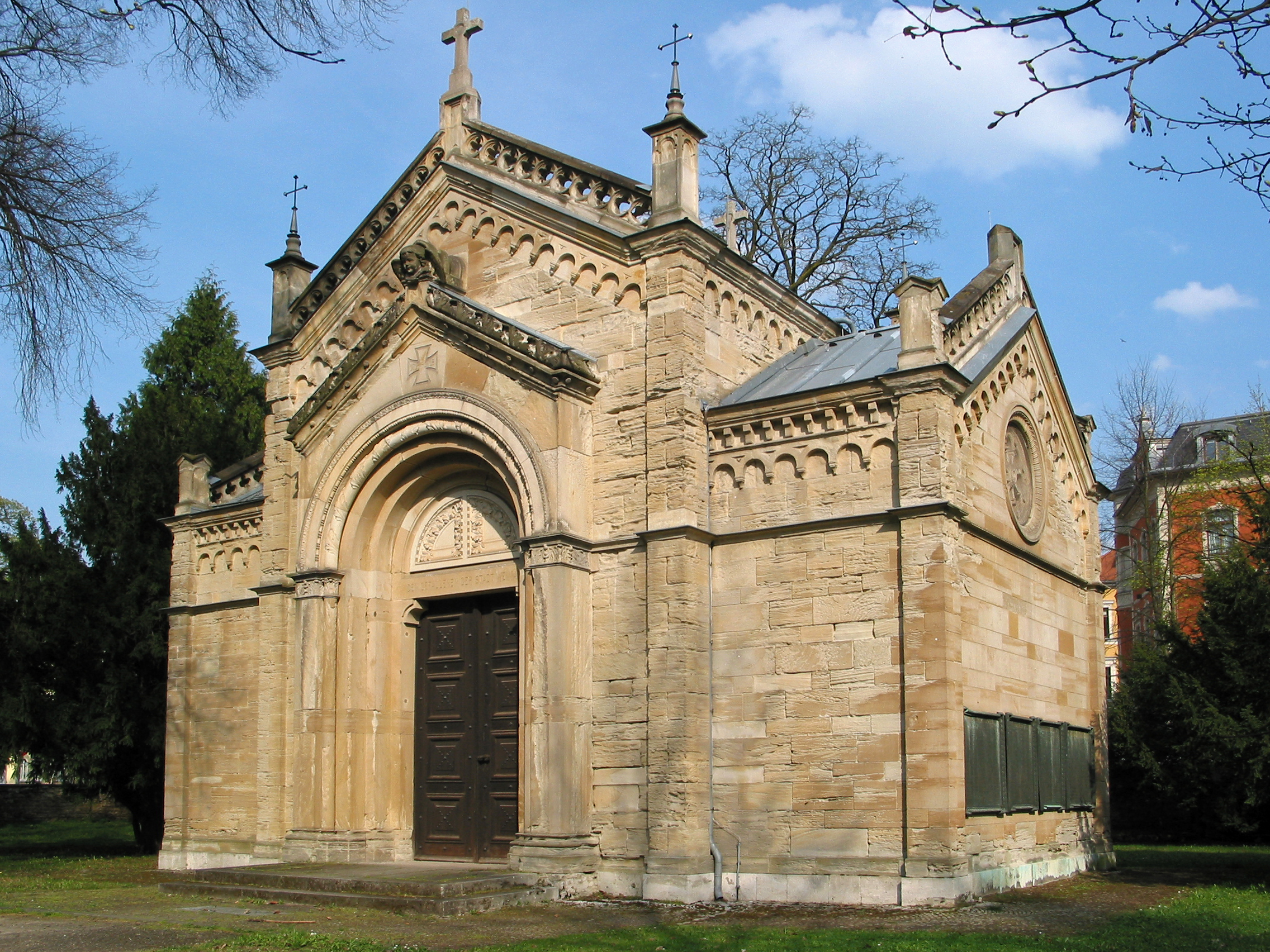
Gedächtnishalle Weimar

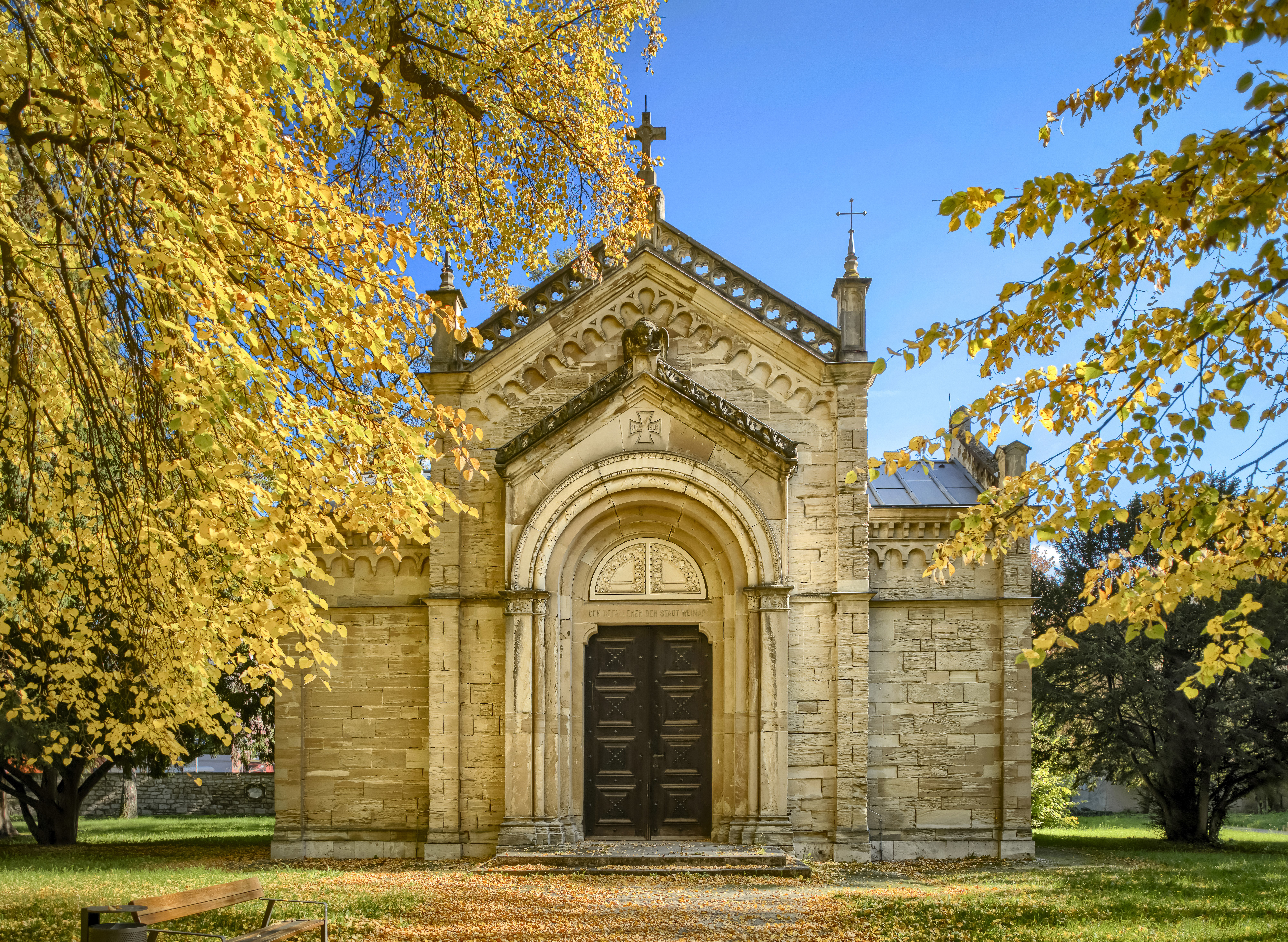
Gedächtnishalle Weimar, Ansicht von frontal (2002)

Die Weimarer Gedächtnishalle befindet sich auf dem Historischen Friedhof.

## Geschichte
Die Gedächtnishalle in Weimar hat die Form einer neoromanischen Kapelle. Sie wurde 1878/1879 als Begräbniskapelle errichtet. Nach 1918 wurde sie umgestaltet und als solche am 20. November 1921 eingeweiht. Gewidmet wurde sie dem Gedächtnis von 1341 gefallenen Weimarern. Errichtet wurde sie von Julius Bormann nach einem Entwurf von Carl Heinrich Ferdinand Streichhan.
Die vier Bronzetafeln mit den Namen der Gefallenen auf der Südseite der Gedächtnishalle auf dem Historischen Friedhof Weimar stammen vom Kriegerdenkmal für die 1870/71 im Deutsch-Französischen Krieg Gefallenen. Dabei handelte es sich um Angehörige des Infanterie-Regiment Großherzog von Sachsen (5. Thüringisches) Nr. 94, deren ranghöchster Gefallener der Regimentskommandeur Oberst Julius von Bessel war. Die sonstigen im Ersten Weltkrieg Gefallenen wurden im Innenraum durch namentliche Nennung an Wandtafeln geehrt.
In der Apsis der Halle befindet sich eine von Josef Heise geschaffene Statue Heldenglaube von 1921. Links neben dem Eingang zur Halle ist eine Tafel für die im Ersten Weltkrieg Gefallenen oder Vermissten zu sehen. Dabei handelt es sich nicht zwingend um Militärpersonen, sondern insbesondere auch um Eisenbahner, die gefallen, gestorben oder vermisst wurden, denn die Tafel wurde vom Eisenbahn-Verein Weimar gestiftet.
Die Gedächtnishalle steht auf der Liste der Kulturdenkmale in Weimar (Sachgesamtheiten und Ensembles).